# Radobić
Radobić es un pueblo ubicado en el municipio de Mionica, distrito de Kolubara, Serbia.

## Superficie
Cuenta con una superficie de 5,326 kilómetros cuadrados.

## Demografía
Hasta 2022 la población era de 281 habitantes, con una densidad de población de 52,76 habitantes por kilómetro cuadrado.
| 459                                                             | 444 | 374 | 347 | 360 | 337 | 327 | 297 | 281 |
| (Fuente: Population statistics of Eastern Europe & former USSR) |     |     |     |     |     |     |     |     |